# پالمیرو تولیاتی
پالمیرو میشل نیکولا تولیاتی (به ایتالیایی: Palmiro Togliatti) (زاده ۲۶ مارس ۱۸۹۳، جنوآ – درگذشته ۲۱ اوت ۱۹۶۴، یالتا) سیاست‌مدار ایتالیایی و رهبر حزب کمونیست ایتالیا از ۱۹۲۷ تا زمان مرگش بود.
او تحصیلات دانشگاهی را در رشته حقوق در دانشگاه تورین طی کرد. از همان زمان با آنتونیو گرامشی آشنا شد و همراه با وی در ۱۹۲۱، پس از جدایی از حزب سوسیالیست، حزب کمونیست ایتالیا را پایه گذاشت. در سال ۱۹۲۶ فاشیست‌ها او را از ایتالیا اخراج کردند و وی به مسکو رفت. تولیاتی بعداً دبیرکل حزب کمونیست ایتالیا، عضو رهبری کمینترن (انترناسیونال کمونیست) و پس از جنگ مدتی وزیر بود. پالمیرو تولیاتی در ۱۸ ژوئیه ۱۹۴۸ هنگام خروج از پارلمان ایتالیا مورد سوءقصد قرار گرفت و به‌شدت زخمی شد. وی بعدها مبتکر اندیشه «راه ویژه هر ملت به سوسیالیسم» شد و برخلاف اندیشه‌ای که آن زمان وجود داشت معتقد شد که راهی که مردم ایتالیا بسوی سوسیالیسم طی خواهند کرد با راهی که مردم روسیه یا دیگر کشورها رفته‌اند الزاماً متفاوت خواهد بود.
تولیاتی در ۲۱ اوت ۱۹۶۴ در سن هفتاد و یک سالگی درگذشت. یک میلیون تن در مراسم تشییع او شرکت کردند که یکی از بزرگ‌ترین مراسم در این نوع در تاریخ بود. پس از مرگ او، یکی از شهرهای کارگری اتحاد شوروی بنام وی «تولیاتی گراد» نامگذاری شد. همسر او نیلده لوتی در فاصله سال‌های ۱۹۷۹–۱۹۹۲ رئیس پارلمان ایتالیا بود.

## گفتارهایی در باره فاشیسم
از ژانویه تا آوریل ۱۹۳۵، پالمیرو تولیاتی سلسله گفتارهایی را درباره فاشیسم در مدرسه لنینیست مسکو ارائه داد. مخاطبان او عمدتاً کارگرانی بودند که از ایتالیا آمده و از نسلی بودند که زندگی سیاسی خود را در دوران فاشیسم آغاز کرده بودند. این "گفتارها درباره فاشیسم" بر مبنای یادداشت‌هایی است که از سخنرانی‌های تولیاتی برداشته شده و همه چیز نشان می‌دهد که از همه به گفته‌های او نزدیک تر است.
زمانی که تولیاتی این گفتارها را ارائه می‌داد جنبش کمونیستی بین‌الملی در حال بازبینی انتقادی خط مشی "طبقه بر ضد طبقه" و کاربرد آن در مبارزه انقلابی بود. این بازبینی با دشواری پیش می‌رفت زیرا در بحبوحه نبرد و مبارزه انجام می‌شد و عناصر پیچیده‌ای وجود داشتند که کار تحلیل را دشوار می‌ساختند.
نگاه انتقادی به خط مشی "طبقه بر ضد طبقه" مستلزم آن بود که پیش از همه در مفهومی که سوسیال دمکراسی را با فاشیسم نزدیک می‌کرد تجدید نظر کر. یعنی فرمول "سوسیال فاشیسم" را مورد بازنگری قرار داد. اما این امر به معنای بازگشانی ناگزیر بحث درباره ماهیت فاشیسم نیز بود. گام به گام، در ظرف چند ماه، تمام مفهومی که از فاشیسم وجود داشت در حال دگرگونی بود. تحلیل دقیق‌تری از سوسیال دمکراسی موجب شد تا از فاشیسم نیز ارزیابی عمیق‌تری شود که خود به درکی متفاوت از قشرهای متوسط انجامید. انترناسیونال کمونیست استراتژی تازه‌ای را تدوین کرد که بعدها بسیار غنی گردید. مفهوم پیشین "جبهه واحد" فوراً جای خود را به شعار "جبهه خلق" داد؛ که تداوم آن در سال‌های بعد به صورت "جبهه ملی" درآمد. می‌توان گفت که جنبش کمونیستی بین‌المللی بدینسان شرایط پیشرفتی نوین بسوی انقلاب سوسیالیستی را فراهم می‌کرد.
"گفتارهایی درباره فاشیسم" پالمیرو تولیاتی نشان می‌دهد که دست یافتن به این استراتژی تازه تا چه اندازه دشوار و با چه موانعی روبرو بوده‌است. و این زمانی‌است که نخستین نشانه‌های این استراتژی تازه در فرانسه و اسپانیا ظاهر شده بود. این نیز روشن است که جنبه‌های مختلف مسئله هم‌زمان و با یک آهنگ و به گونه‌ای متوازن پیش نمی‌رفتند. پیشرفت‌هایی که در یک عرصه پژوهش بدست آمده بود همراه بود با تاخیراتی در دیگر عرصه‌ها که بر مجموعه کار تأثیر می‌گذاشت. نمونه این را می‌توان در برخی فرمولبندی‌های تولیاتی دید. مثلاً آنجا که می‌گوید "مخالفان ما عبارت‌اند از سازمان‌های فاشیست، اما توده‌ها که به این سازمان‌ها پیوسته‌اند مخالفان ما نیستند". یا آنجا که روزولت را به فاشیسم نزدیک می‌کند می‌توان نشانه‌ای از همین تاخیرها را دید. اما اینها هنوز در کار تولیاتی مسئله اصلی نیستند.